# Liste der Kreisstraßen in Bielefeld
Die Liste der Kreisstraßen in Bielefeld ist eine Auflistung der Kreisstraßen in der kreisfreien Stadt Bielefeld, Nordrhein-Westfalen.

## Abkürzungen
- K: Kreisstraße
- L: Landesstraße

## Liste
Die Kreisstraßen behalten die ihnen zugewiesene Nummer innerhalb von Nordrhein-Westfalen auch bei einem Wechsel in einen Kreis oder in eine andere kreisfreie Stadt. Nicht vorhandene bzw. nicht nachgewiesene Kreisstraßen werden in Kursivdruck gekennzeichnet, ebenso Straßen und Straßenabschnitte, die unabhängig vom Grund (Herabstufung zu einer Gemeindestraße oder Höherstufung) keine Kreisstraßen mehr sind.
Der Straßenverlauf wird in der Regel von Nord nach Süd und von West nach Ost angegeben.
| Nr.  | Lage  | Verlauf |
| ---- | ----- | --- |
| K 1  | Karte | K 11 – Oelmühlenstraße – K 13 – Oldentruper Straße – L 788 – Oldentruper Straße – K 7 – Oldentruper Straße – Bechterdisser Straße – L 787 – Bechterdisser Straße – K 15 – Bechterdisser Straße – Stadtgrenze – (K 1 im Kreis Lippe) |
| K 2  | Karte | L 783 – Telgenbrink – L 855 – Vilsendorfer Straße – Laarer Straße – Stadtgrenze – (K 2 im Kreis Herford) |
| K 3  | Karte | (K 3 im Kreis Herford) – Stadtgrenze – Jammertal – Stadtgrenze – (K 3 im Kreis Herford) – Stadtgrenze – Stedefreunder Straße – L 804                                                                                                |
| K 4  | Karte | L 779 – Elverdisser Straße – Stadtgrenze – (K 4 im Kreis Herford) |
| K 6  | Karte | L 778 – Vinner Straße – Stadtgrenze – (K 6 im Kreis Herford) – Stadtgrenze – Vinner Straße – K 23 |
| K 7  | Karte | L 778 – Amtmann-Bullrich-Straße – K 23 – Hassebrock – Alter Postweg – Potsdamer Straße – K 1 |
| K 8  | Karte | L 783 – Theesener Straße – L 779 – Westerfeldstraße – Apfelstraße – L 783 |
| K 9  | Karte | L 756 – Berliner Straße – K 17 – Berliner Straße – Bodelschwinghstraße – L 788 |
| K 10 | Karte | L 788 – Selhausenstraße – L 787 – Oerlinghauser Straße – Stadtgrenze – (K 10 im Kreis Lippe) |
| K 11 | Karte | – Teutoburger Straße – K 1 – Teutoburger Straße – Heeper Straße – K 14 – Heeper Straße – K 13 – Heeper Straße – L 778 |
| K 12 | Karte | K 14 – Ziegelstraße – L 778 |
| K 13 | Karte | L 557 – Stadtheider Straße – Am Stadtholz – L 778 – K 11 – Huberstraße – Oststraße – K 1 – Oststraße – Prießallee – |
| K 14 | Karte | K 11 – Hermann-Delius-Straße – Wilhelm-Bertelsmann-Straße – Borsigstraße – (Ostwestfalentunnel) – L 778 – Eckendorfer Straße – K 12 – Eckendorfer Straße – L 787                                                                    |
| K 15 | Karte | L 805 – Evenhausener Straße – K 1 – Bechterdisser Straße – Dingerdisser Heide – Linnenstraße – Pyrmonter Straße – Detmolder Straße – Stadtgrenze – (K 15 im Kreis Lippe)                                                            |
| K 16 | Karte | L 788 – Wilhelmsdorfer Straße – L 787 |
| K 17 | Karte | K 9 – Senner Straße – L 756 – Senner Straße – L 934 – Karl-Triebold-Straße – L 791 |
| K 18 | Karte | L 756 – Magdalenenstraße – K 31 – Carl-Severing-Straße – Queller Straße – L 806 – Queller Straße – – Gütersloher Straße – Kasseler Straße – L 791                                                                                   |
| K 20 | Karte | L 785 – Twellbachtal – K 21 – Dornberger Straße – L 778 |
| K 21 | Karte | K 27 – Deppendorfer Straße – L 785 – Wertherstraße – Kirchdornberger Straße – Stadtgrenze am nördlichen Straßenrand – Dornberger Straße – K 20                                                                                      |
| K 22 | Karte | L 855 – Blackenfeld – L 557 |
| K 23 | Karte | L 787 – Vogteistraße – L 778 – Salzufler Straße – Kusenweg – L 787 – Kusenweg – Stadtgrenze – (K 23 im Kreis Lippe) |
| K 27 | Karte | (K 27 im Kreis Gütersloh) – Stadtgrenze – Beckendorfstraße – K 21 – Beckendorfstraße – L 922 – Beckendorfstraße – L 543 |
| K 31 | Karte | (K 31 im Kreis Gütersloh) – Stadtgrenze in der Straßenmitte (?) – Stadtgrenze – Carl-Severing-Straße – K 18 – Carl-Severing-Straße – L 806 L 756 – Carl-Severing-Straße –                                                           |
| K 33 | Karte | (K 33 im Kreis Gütersloh) – Stadtgrenze – Weserstraße – L 806 – Weserstraße – Stadtgrenze an der westlichen Straßenseite – Stadtgrenze – (K 33 im Kreis Gütersloh)                                                                  |
| K 42 | Karte | L 788 – Bekelheider Straße – Stadtgrenze – (K 42 im Kreis Gütersloh) |
| K 44 | Karte | L 788 – Krackser Straße – L 787 – Sender Straße – Stadtgrenze – (K 44 im Kreis Gütersloh) |

## Quelle
- Landesvermessungsamt Nordrhein-Westfalen, Kreiskarte Nr. 21: Kreis Gütersloh, Stadt Bielefeld

Koordinaten: 52° 1′ 17,1″ N, 8° 32′ 5,9″ O